# Compétition multisports
Une compétition multisports est un événement lors duquel des athlètes concourent dans différents sports.

## Historique
Le premier événement multisports de l'ère moderne est bien évidemment les Jeux olympiques, organisés par le Comité international olympique dès 1896. Les olympiades devinrent populaires et le nombre de sports et d'athlètes n'a cessé de croître.
Au début du XXe siècle, un autre événement multisports existait : les Jeux nordiques, qui avaient lieu en Scandinavie, où étaient organisées des compétitions de ski de fond et de patinage de vitesse. Ces jeux ont eu lieu jusqu'en 1926, soit deux ans après la création des premiers Jeux olympiques d'hiver à Chamonix en 1924.
Durant les années 1920, toutes sortes de compétition multisports furent créées, spécifiquement pour un groupe d'athlètes ciblés, à l'inverse des Jeux olympiques, destinés à tous les peuples. Les Soviétiques organisèrent en 1920 les premières Spatakiades, alternative communiste aux Olympiades jugées trop bourgeoises. En 1922, les premières Olympiades universitaires, ancêtre des Universiades, eurent lieu en Italie.

## Liste
Les Jeux olympiques restent l'événement le plus populaire, mais certaines compétitions demeurent assez importantes :

### Compétitions mondiales
- les Jeux olympiques
- les Jeux paralympiques
- les Jeux olympiques de la jeunesse
- les Universiades, organisées pour la première fois en 1923, destinées aux étudiants
- les Jeux mondiaux, organisés pour la première fois en 1981, destinés aux sports n'ayant pas de compétition officielle aux Jeux olympiques
- les X Games
- les Jeux mondiaux des policiers et pompiers, organisés pour la première fois en 1985 et deuxième compétition en nombre de participants après les Jeux olympiques d'été
- les Jeux mondiaux militaires, destinés aux forces armées du monde entier.
- les Gay Games, dont les Outgames mondiaux se sont séparés depuis 2006
- les Maccabiades, organisées pour la première fois en 1932, rencontre sportive juive internationale
- les Deaflympics (« Jeux olympiques des sourds »)
- les Jeux olympiques spéciaux, jeux organisés pour les personnes atteintes de handicap mental.

### Par région du monde
- Les Jeux panafricains, organisés pour la première fois en 1965 à Brazzaville, destinés aux pays d'Afrique
- les Jeux des îles de l'océan Indien
- les Jeux panarabes, organisés pour la première fois en 1953 à Alexandrie, destinés aux pays arabes
- les Jeux méditerranéens, organisés pour la première fois en 1951, destinés aux pays bordant la mer Méditerranée
- les Jeux du Pacifique Sud
- les Jeux d'hiver de l'Arctique
- les Jeux des îles organisés par les membres du Comité d’organisation des jeux des îles (COJI)
- les Jeux des îles organisés par l'Association internationale des jeux des îles (IIGA)

#### Amérique
- les Jeux panaméricains, organisés pour la première fois en 1951, destinés aux pays d'Amérique
- les Jeux Sud-Américains
- les Jeux autochtones de l'Amérique du Nord
- les Jeux d'Amérique centrale et des Caraïbes
- les Jeux bolivariens

#### Asie
- les Jeux panasiatiques, organisés pour la première fois en 1951, destinés aux pays de l'Asie
- les Jeux sud-asiatiques, destinés aux pays d'Asie du Sud, organisés et supervisés par le Comité international olympique et le Conseil olympique d'Asie
- les Jeux Sud-Est-Asiatiques, organisés pour la première fois en 1959, destinés aux pays d'Asie du Sud-Est

#### Europe
- le Festival olympique de la jeunesse européenne, organisé pour la première fois en 1991, destiné aux sportifs européens de 13 à 18 ans
- les Jeux des petits États d'Europe, organisés pour la première fois en 1985, destinés aux pays européens de moins d'un million d'habitants
- les Jeux européens, programmés en 2015
- les Championnats sportifs européens, organisés tous les 4 ans depuis 2018 et regroupant les championnats européens de 7 fédérations

#### Par langue
- Les Jeux du Commonwealth, organisés pour la première fois en 1930, destinés aux nations membres du Commonwealth ;
- les Jeux du Commonwealth de la jeunesse ;
- les Jeux de la Francophonie, organisés pour la première fois en 1989, destinés aux pays de la francophonie ;
- les Jeux de la Lusophonie, organisés pour la première fois en 2006, destinés aux pays de la lusophonie.

### Compétitions défuntes
- Les Goodwill Games, organisés de 1986 à 2001 (5 éditions), alternative après le boycott des Olympiades de 1980 et de 1984 ;
- les Spartakiades de 1928 à 1952, créé à l'initiative de l’Union soviétique en opposition aux Jeux olympiques ;
- les Jeux nordiques de 1901 à 1926 (8 éditions) ;
- les Jeux de l'Extrême-Orient de 1913 à 1934 (10 éditions) ;
- les Jeux de l'océan Pacifique (en), une seule édition en 1995 pour les pays du pourtour du Pacifique ;
- Les SkyGames de 2000 à 2012 (4 éditions).